# Лејк Форест Парк (Вашингтон)
Лејк Форест Парк (енгл. Lake Forest Park) град је у америчкој савезној држави Вашингтон. По попису становништва из 2010. у њему је живело 12.598 становника.

## Демографија
Према попису становништва из 2010. у граду је живело 12.598 становника, што је 544 (4,1%) становника мање него 2000. године.
| Група             | 2000.          | 2010.          |
| Белци             | 11.071 (84,2%) | 10.178 (80,8%) |
| Афроамериканци    | 216 (1,6%)     | 229 (1,8%)     |
| Азијати           | 1.043 (7,9%)   | 1.105 (8,8%)   |
| Хиспаноамериканци | 294 (2,2%)     | 455 (3,6%)     |
| Укупно            | 13.142         | 12.598         |